# Hillia rivalis
Hillia rivalis är en måreväxtart som beskrevs av Charlotte M. Taylor. Hillia rivalis ingår i släktet Hillia och familjen måreväxter. Inga underarter finns listade i Catalogue of Life.